# Горбань, Матрёна Дмитриевна
Матрёна Дмитриевна Горбань (1912, село Голоковка, Чигиринский уезд, Киевская губерния, Российская империя — неизвестно, Казахская ССР) — доярка свеклосовхоза «Талды-Курганский» Талды-Курганского района Алма-Атинской области, Казахская ССР. Герой Социалистического Труда (1966).

## Биография
Родилась в 1912 году в крестьянской семье в селе Головковка Чигиринского уезда (сегодня — Чигиринский район Черкасской области Украины). После окончания местной сельской школы трудилась в личном хозяйстве. С 1931 года — доярка Пивненковского сахарного завода в городе Тростянец Сумской области. Ежегодно показывала высокие трудовые результаты в животноводстве. В 1939 и 1940 годах участвовала во Всесоюзной выставке ВСХВ в Москве. После начала Великой Отечественной войны была эвакуирована вместе со скотом в Казахскую ССР, где трудилась дояркой в совхозе «Талды-Курганский» Талды-Курганского района.
В 1963 году надоила в среднем с каждой коровы по 3653 килограмма молока, в 1964 году — по 3995 килограмма и в 1965 году — по 4972 килограмма молока. Указом Президиума Верховного Совета СССР от 22 марта 1966 года удостоена звания Героя Социалистического Труда за «успехи, достигнутые в развитии животноводства, увеличении производства и заготовок мяса, молока, яиц, шерсти и других продукции» с вручением ордена Ленина и золотой медали «Серп и Молот» (№ 11274).
В последующем трудилась на обслуживании коров в родильном отделении. Избиралась депутатом Талды-Курганского районного Совета депутатов трудящихся.
Дальнейшая судьба не известна.
Награды
- Герой Социалистического Труда
- Орден Ленина
- Две большие серебряные и две бронзовые медали ВСХВ (1939, 1940)